# NGC 5178
NGC 5178 (również PGC 47358 lub UGC 8478) – galaktyka spiralna (S0-a), znajdująca się w gwiazdozbiorze Panny. Odkrył ją Wilhelm Tempel 11 maja 1883 roku. Jest to galaktyka z aktywnym jądrem typu LINER.